# De Wendel

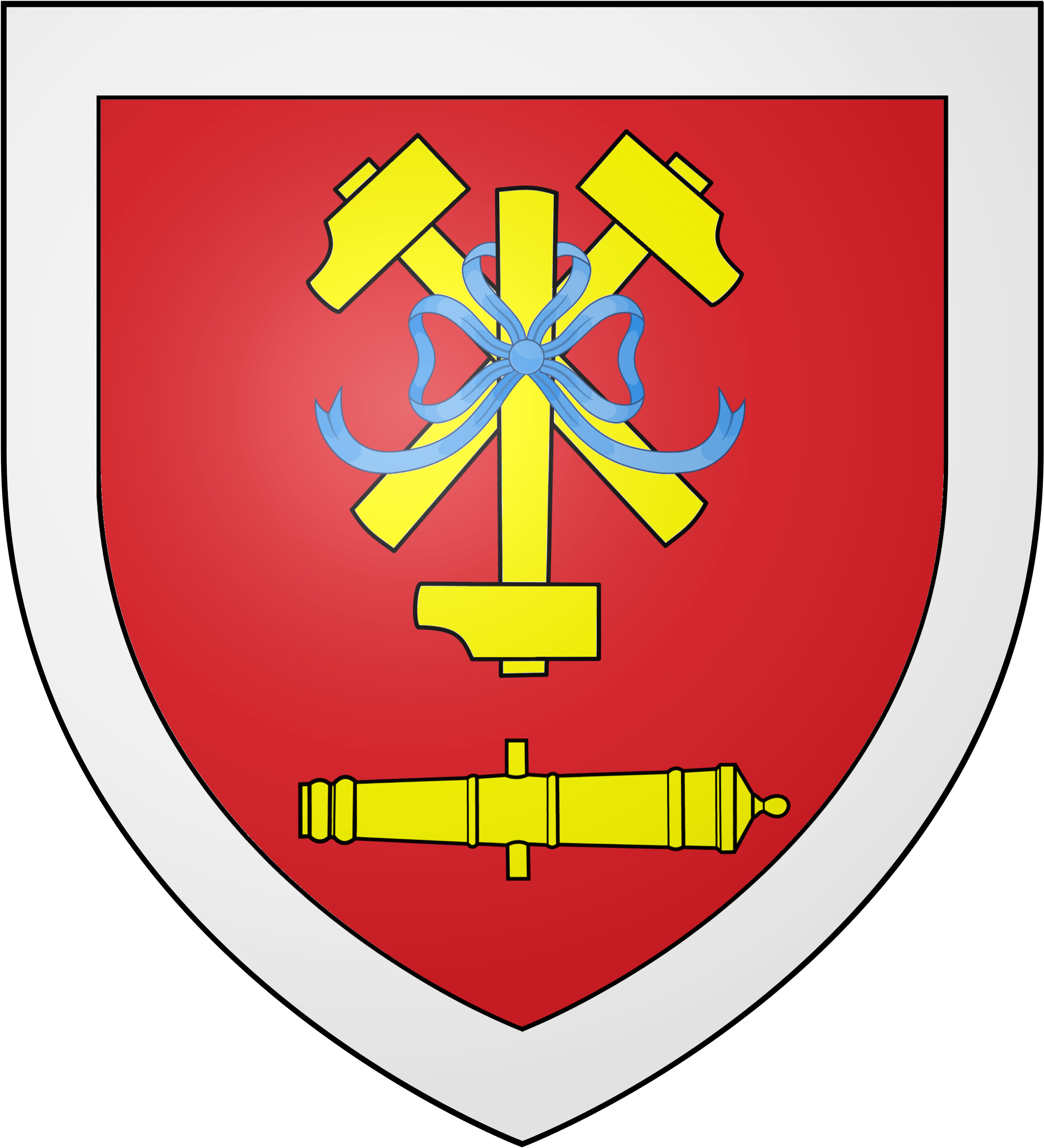
Familiewapen

Het geslacht de Wendel vergaarde zijn fortuin met ijzer- en staalfabricage in Lotharingen.
In 1605 werd Jean-Georges de Wendel geboren in Koblenz als kind van de Bruggelingen Jean de Wendel en Marie de Wanderen. In de tweede helft van zeventiende eeuw vestigden de de Wendels zich in Lotharingen.
In 1704 verwierf Jean-Martin Wendel (1665-1737) de heerlijkheid Hayange in Noord-Lotharingen, met daaraan verbonden de vervallen Rodolphe-smederijen. Jean-Martin blies de smederijen nieuw leven in en werd zo de eerste Maître de Forges (smederijmeester) van de familie, de smederijen vormden de basis van de latere staalindustrie in het gebied. Zijn zoon, Jean Charles de Wendel (1708-1784) liet de smederijen in Hombourg-Haut (1754) en de hoogoven in L'Hôpital (1760) bouwen. Zijn weduwe Marguerite d’Hausen (1718-1802) “Madame d’Hayange” leidde het bedrijf na zijn dood. Zoon Ignace de Wendel (1741-1795) experimenteerde met het gebruik van cokes in plaats van houtskool om gietijzer te maken in de hoogoven van Le Creusot. Tijdens de Franse Revolutie werden alle industrieën onteigend (immers de de Wendels waren van adel), maar François de Wendel (1778-1825) kon deze in 1803 weer terugkopen.
Gesteund door de grote ijzerertsvoorkomens in Lotharingen van minette-erts groeide het fortuin van de de Wendels gestaag. In 1853 was Charles de Wendel (1809-1870) de eigenaar van vier hoogoven-staalfabrieken in Hayange, Moyeuvre-Grande en Stiring-Wendel met 7000 werknemers.

## Duitse annexatie

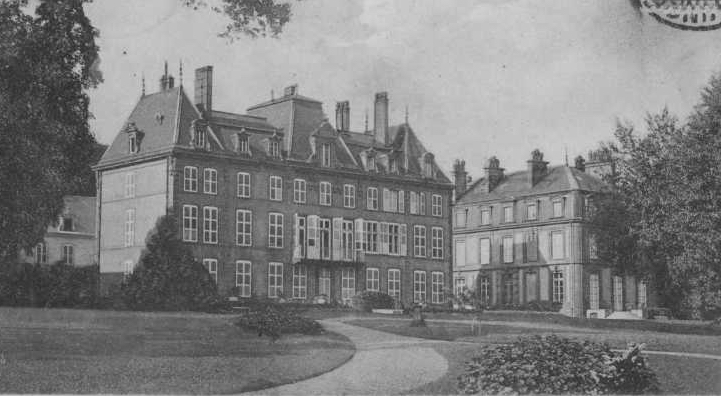
Château de Wendel (Hayange)

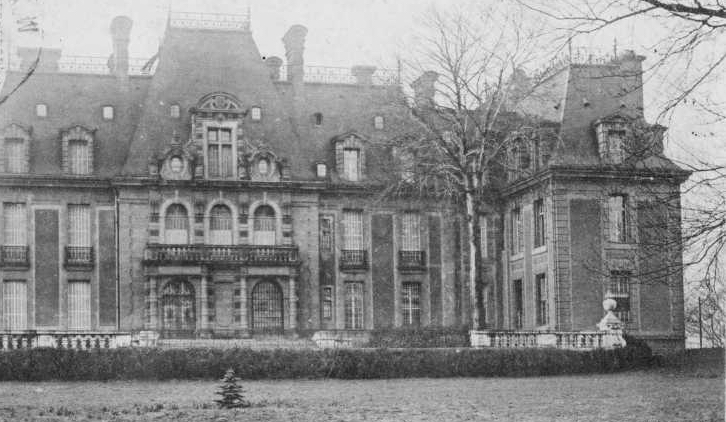
Château Franchepré (Jœuf)

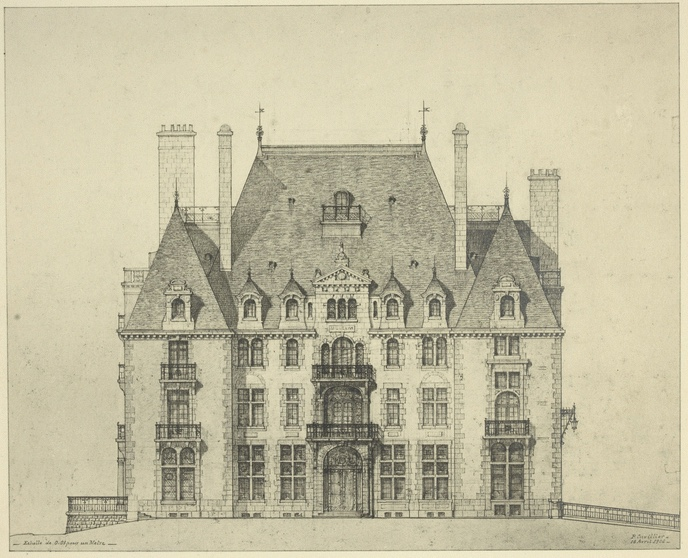
Château de Brouchetière (Joeuf)

In 1871 werd Lotharingen na de Frans-Duitse Oorlog grotendeels geannexeerd door het Duitse Rijk. Dit zette de de Wendels voor een dilemma, ze waren loyale Fransen en blijven wonen in het geannexeerd gebied zou verlies van de Franse nationaliteit betekenen, een aantal telgen bleef in de streek, een deel verhuisde net over de grens naar Frankrijk naar Joeuf. Inmiddels was door de moeder van Charles, Joséphine de Fischer de Dicourt (1784-1872), het bedrijf Les Petits-Fils de François de Wendel et Cie (PFFW) (Kleinkinderen van François de Wendel en compagnie) in Parijs opgericht waar het familiekapitaal in werd ondergebracht.
Het minetteerts is weliswaar aanwezig in grote hoeveelheden in Lotharingen, maar het ijzergehalte van het erts is slechts 30% en het resulterende gietijzer is hoog in fosfor wat het broos maakt. In 1879 had de Brit Sidney Gilchrist Thomas echter een revolutionair procedé ontwikkeld om het fosforhoudende gietijzer om te smelten tot hoogwaardig staal met behulp van de Gilchrist-Thomas-converter. In 1881 verwierf PFFW het alleenrecht voor het Thomasprocedé voor een termijn van vijftien jaar. Dit zorgde voor een staalhausse in Lotharingen, dat in korte tijd de tweede staalproducerende regio werd na de Verenigde Staten.
Robert de Wendel (1847-1903) startte met het veiliggestelde familiekapitaal in Joeuf in 1882 een hoogoven met staalfabriek. Zijn broer Henri de Wendel (1844-1906) liet boven op de heuvel in 1890 de riante villa Franchepré bouwen die na zijn dood werd overgenomen door François de Wendel jr. (1874-1949) In 1905 bouwde broer Maurice (1879–1961) de villa château de Brouchetière er naast.
In 1919 werd Elzas-Lotharingen teruggegeven aan Frankrijk en daarmee keerden ook de hoogovens in Hayange en Moyeuvre terug, Stiring-Wendel was in 1897 gesloten. Humbert de Wendel (1876–1954) restaureerde het château de Wendel in Hayange. De drie broers François, Humbert en Maurice vormden in de eerste helft van de twintigste eeuw het driekoppig bestuur van PFFW. Henri de Wendel (1913-1982), zoon van François jr, was als laatste Maître de Forges van de familie betrokken bij het bedrijf van 1949 tot 1977.

## Mijnbouw

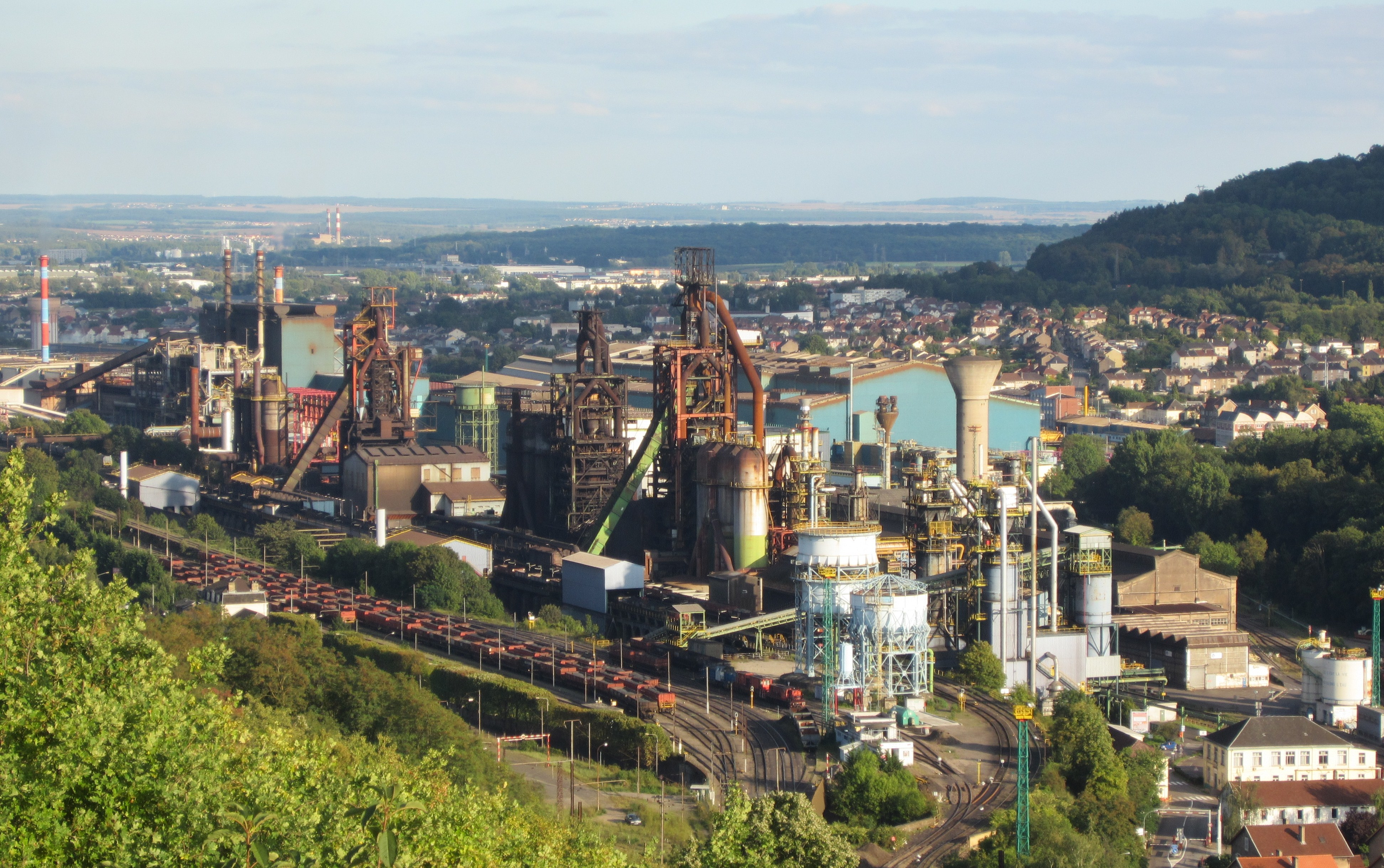
Overzicht van de hoogovens in Hayange in 2011

De ijzer- en staalfabricage van de Wendel moest gevoed worden met erts en steenkool. Het familiebedrijf had daarom al sinds de achttiende eeuw ook ijzer- en steenkoolmijnen aangekocht en gesticht. Het ijzererts was afkomstig uit Hayange en Moyeuvre, vanaf 1870 ook uit Joeuf. Cokes kwam uit het Oost-Lotharingse steenkoolbekken met de mijnen Ste. Marthe in Stiring-Wendel (1852); Gargan, St. Charles, St. Joseph, Vuillemin en Wendel in Petite-Rosselle; La Houve 6 in Creutzwald. In Carling werd in 1910 een cokesfabriek gestart. Buiten Lotharingen kocht de Wendel in 1908 in Nederland de Oranje-Nassaumijnen in Heerlen van Friedrich Honigmann en in Duitsland in 1914 de Friedrich-Heinrichmijn in Kamp-Lintfort. In 1932 werd een aandeel verworven in de cokesfabriek ACZC in Sluiskil die gevoed werd met vetkool uit het Oranje-Nassau III-noordveld, de cokes uit Sluiskil werd gebruikt in de hoogovens van Hayange. Alle Franse steenkoolmijnen werden in 1946 genationaliseerd.

## Einde van de hoogovens

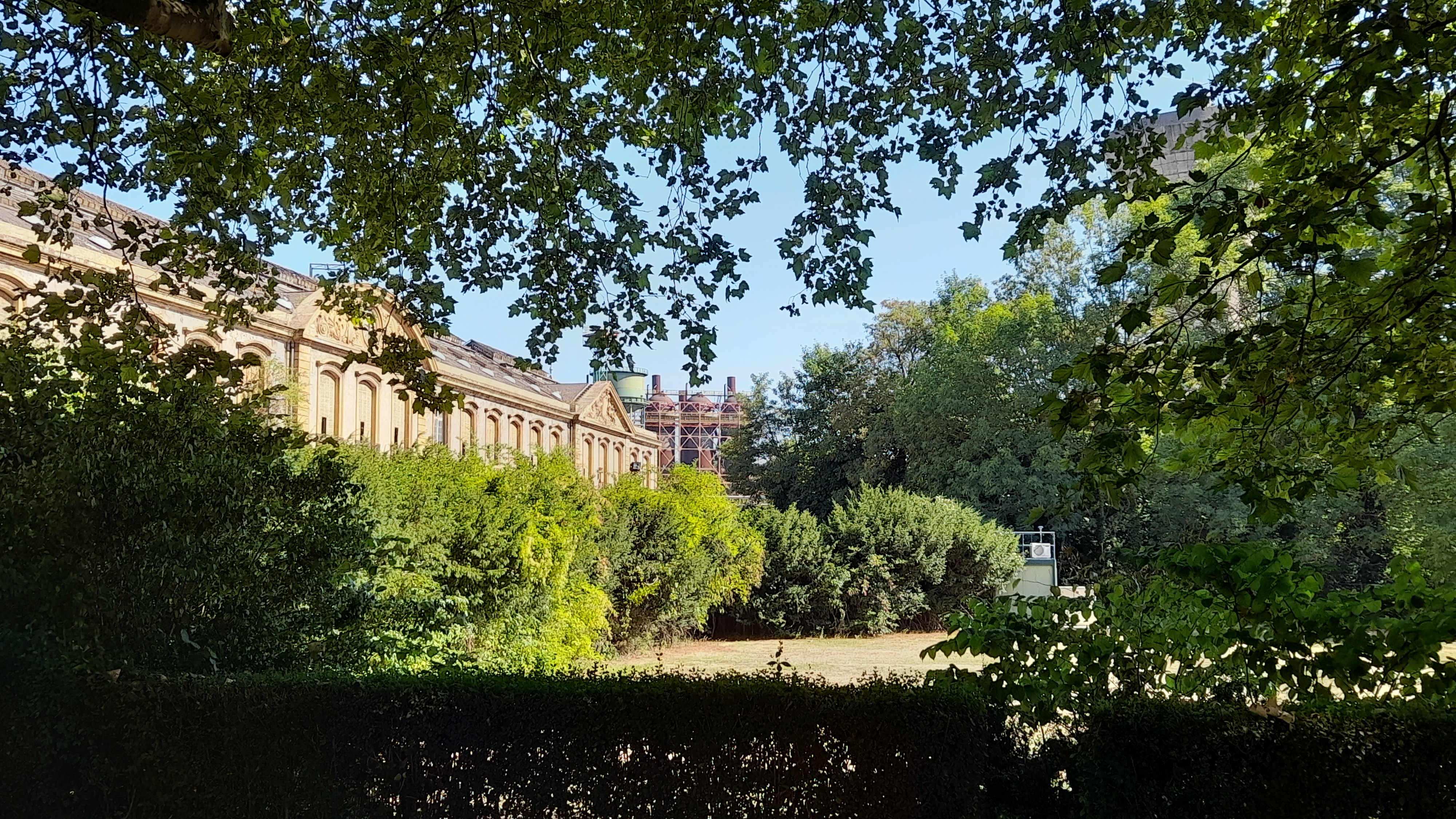
Verlaten hoofdkantoor van de Wendel in Hayange in 2022

In 1970 eindigde de staalindustrie in Moyeuvre en werd de steenkoolmijn Friedrich Heinrich aan het Duitse RAG verkocht, de Oranje-Nassaumijn sloot in 1974. De oliecrisis van 1973 leidde tot de nationalisatie van alle hoogovenactiviteiten van de Wendel in Frankrijk en de opheffing van PFFW. Het resterende bedrijf werd omgevormd tot een investeringsmaatschappij: in 1977 werd Compagnie générale d'industrie et de participations (CGIP) gevormd, die in 2002 fuseerde met Marine-Wendel tot Wendel Investissement. De ijzerindustrie ging verder onder de naam Sacilor, werd samengevoegd met Usinor in 1986 en weer geprivatiseerd in 1997. In 2001 volgde de Europese samensmelting tot Arcelor, die in 2006 fuseerde tot ArcelorMittal. De hoogovens van Joeuf sloten in 1989, die in Hayange in 2011. Met de sluiting van de laatst overgebleven hoogoven in Florange op 24 april 2013 eindigde de ijzer-en staalproductie in Lotharingen.
Het Château de Wendel in Hayange werd overgenomen door het gemeentelijk samenwerkingsverband Val de Fensch, gerestaureerd en doet dienst als administratief centrum. Anno 2022 staat het aanliggende monumentale oude hoofdkantoor in Hayange leeg.

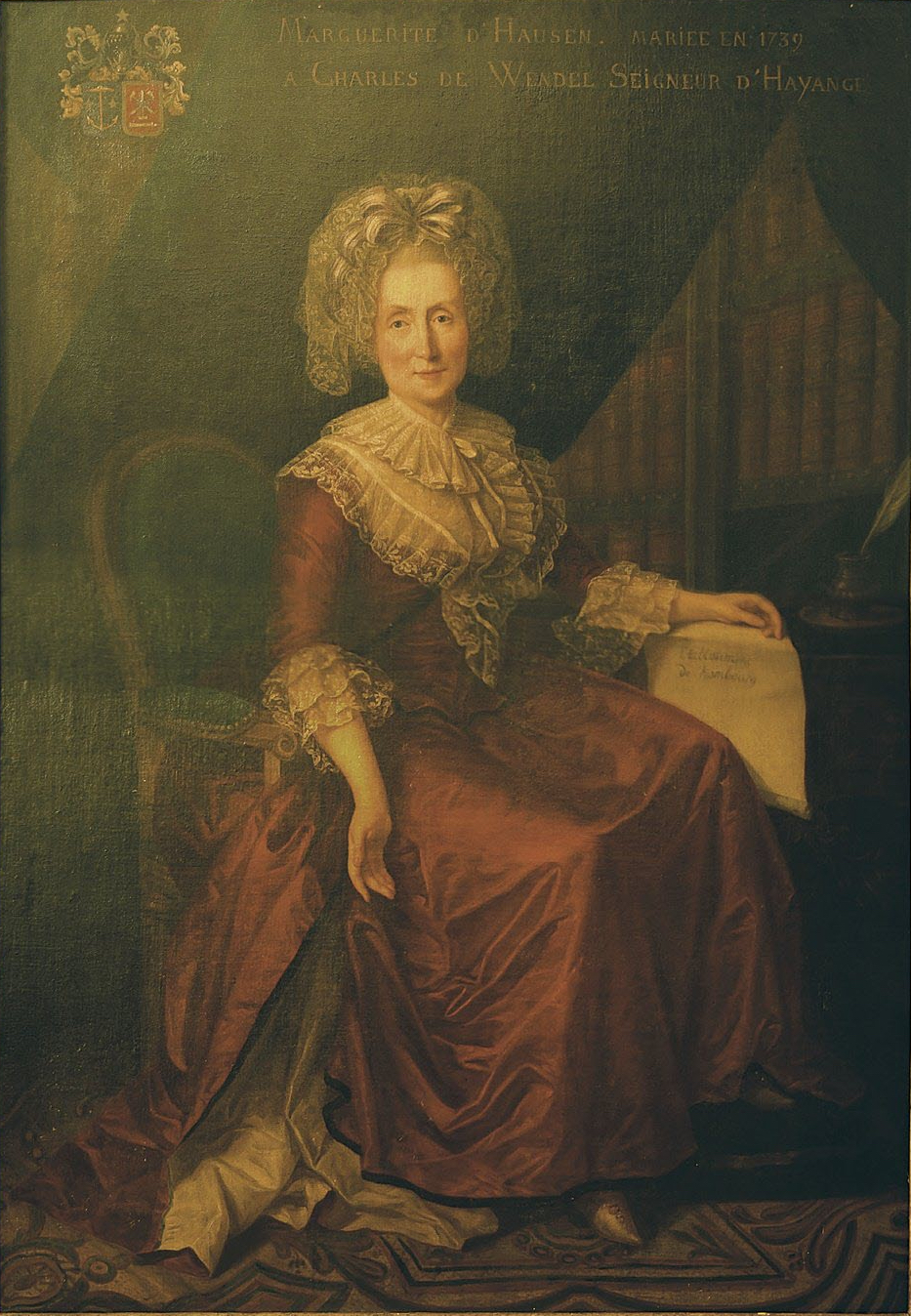
Marguerite d'Hausen (1718-1802) "Madame d'Hayange"
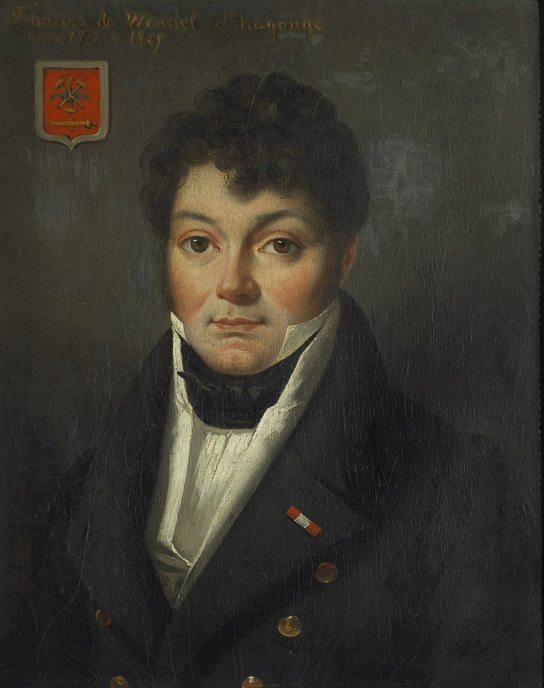
François de Wendel (1778–1825)
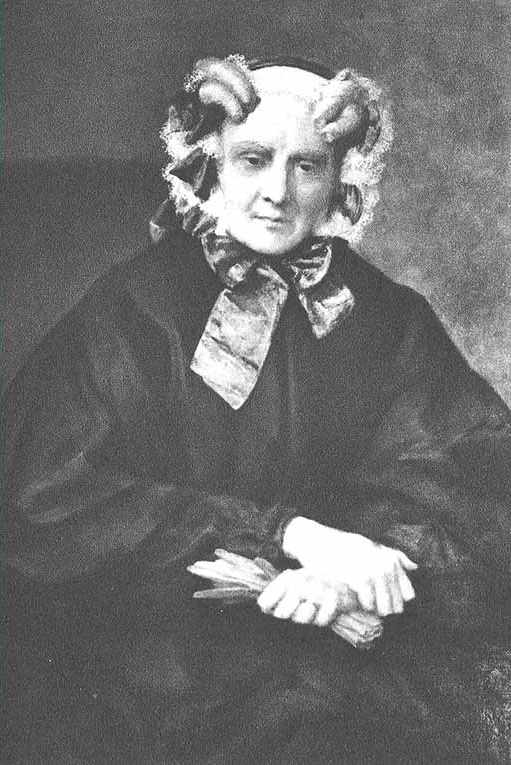
Joséphine de Fischer de Dicourt (1784-1872)
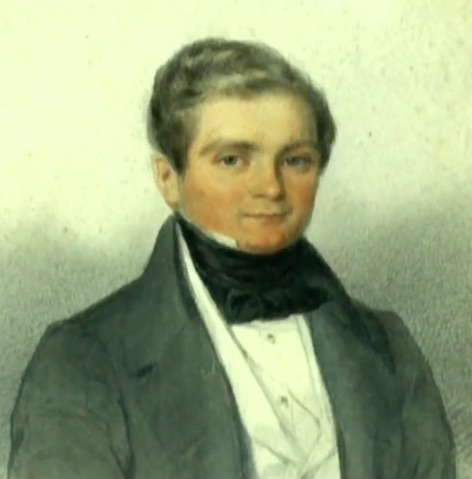
Charles de Wendel (1809-1870)
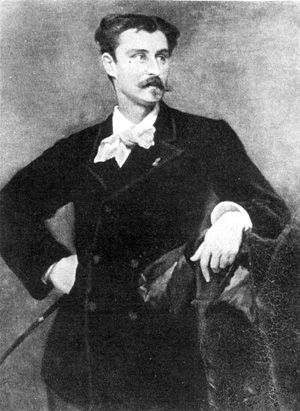
Robert de Wendel (1847–1903)
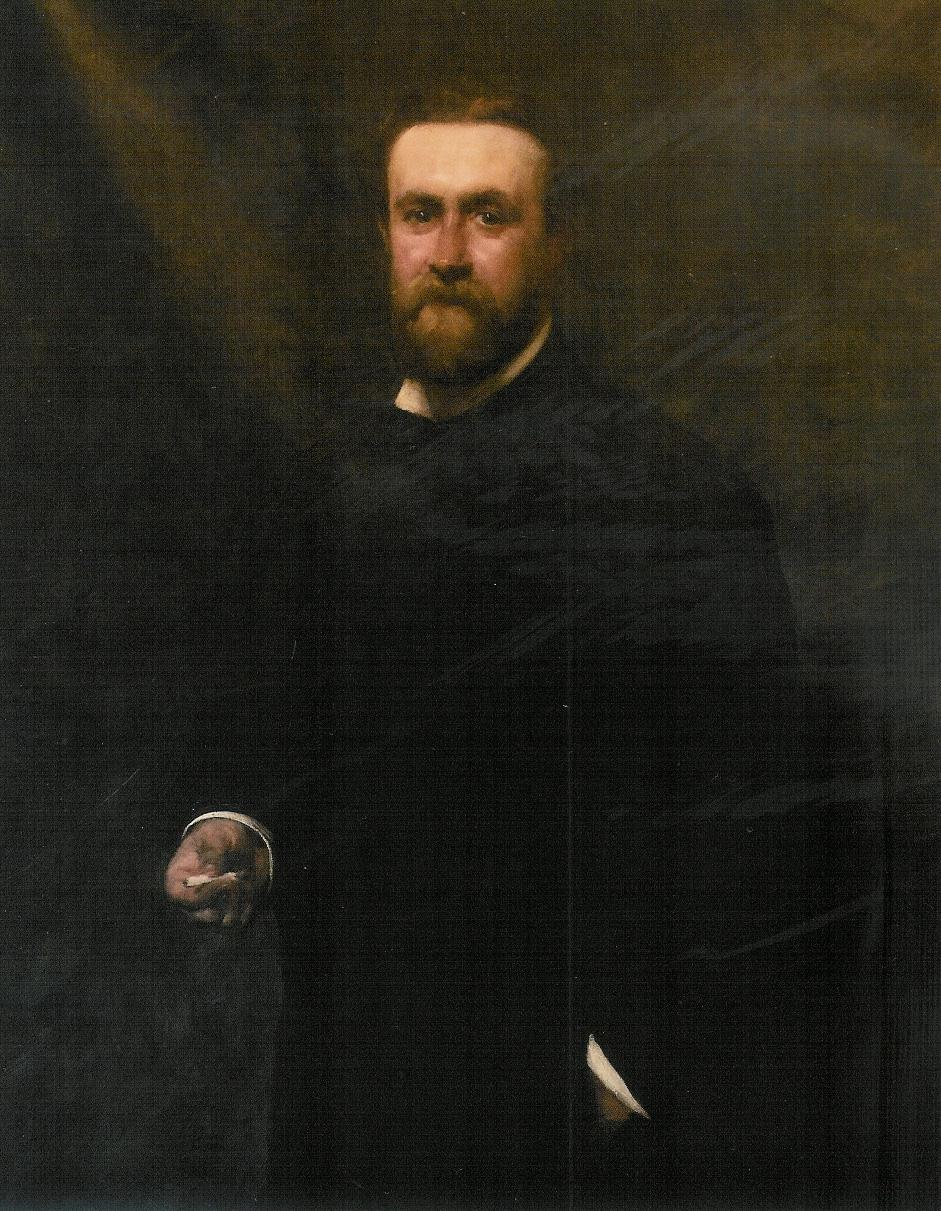
Henri de Wendel (1844-1906)
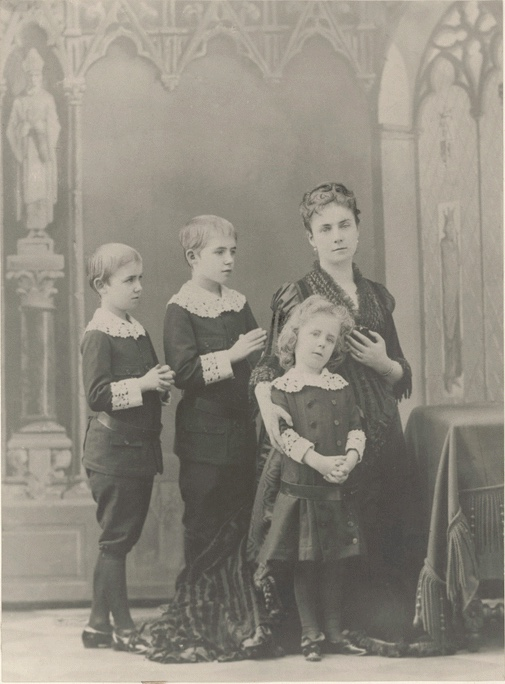
Berthe de Corbel, echtgenote van Henri de Wendel met Francois jr. Maurice en Humbert
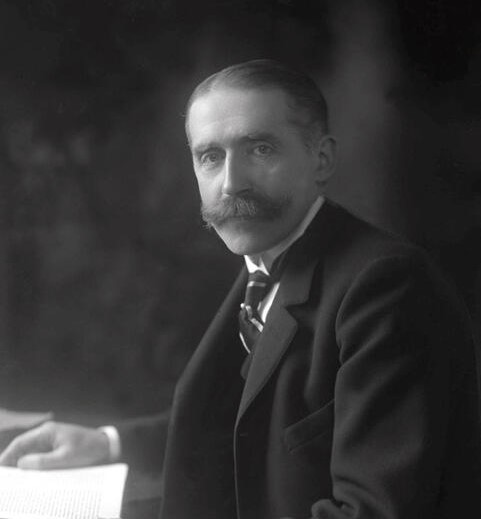
François de Wendel jr. (1874-1949)